# 阮甘納桑
阮甘納桑（Shiyali Ramamrita Ranganathan，或譯阮岡納贊，1892年8月9日—1972年9月27日）是一名印度數學家及圖書館員。阮甘納桑一生擔任過許多職位，但都不脫離圖書資訊學及教育學領域，並著有多本編目相關書籍，提出圖書館學五律及冒號分類法，被譽為“印度圖書館學之父”。

## 生平

### 早年
阮甘納桑出生於印度的馬德拉斯西爾卡利地區（今坦米爾納德邦）。15歲時（1907年）與魯克米尼（Rukmini，逝世於1928年，無子女）結婚。
阮甘納桑畢業於數學系，曾為大學的助理講師（1917年—1921年）。

### 圖書館生涯
1924年至印度馬德拉斯大學擔任圖書館館長，並前往英國倫敦的倫敦大學學院進修圖書館學。1929年與薩拉達（Sarada，逝世於1985年，協助阮甘納桑的圖書館事業，育有1子）再婚。1931年發表「圖書館學五律」（Five laws of Library Science）。1944年卸下職位。　　
1945年至1947年在瓦拉納西的貝拿勒斯印度教大學擔任圖書館館長及圖書館學教授、1947年至1954年在德里大學（Delhi University）任教、1954年至1957年在蘇黎世從事研究及寫作、1957年至1959年回印度擔任烏賈因（Ujjain）的維克拉姆大學客座教授、1962年創建班加羅爾文籍管理研究及訓練中心，成為該中心主管直到逝世。1965年獲印度政府授予圖書館學國家研究教授的頭銜。

## 影響

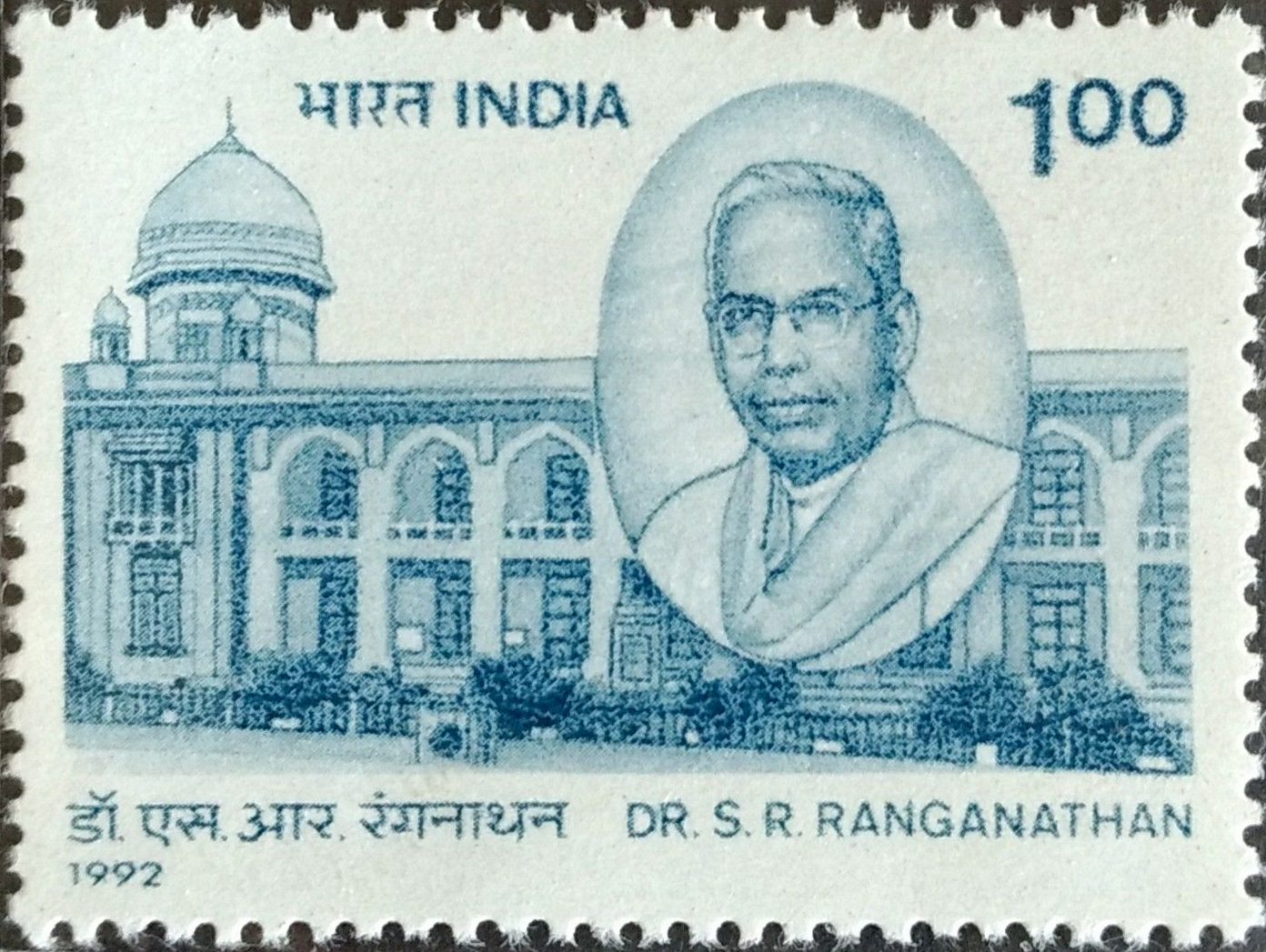
印度1992年發行的阮甘納桑紀念郵票

圖書館學五律至今圖書館對讀者服務上仍深受其影響。圖書館學五律源於阮甘納桑冒號分類法（英語：Colon Classification，於1933年發表），原是為了圖書分類，但之後也廣泛運用在讀者服務方面。